# Ла-Пен
Ла-Пен (фр. La Penne) — коммуна на юго-востоке Франции в регионе Прованс — Альпы — Лазурный берег, департамент Приморские Альпы, округ Ницца, кантон Ванс. До марта 2015 года коммуна административно входила в состав упразднённого кантона Пюже-Тенье (округ Ницца).
Площадь коммуны — 18,08 км², население — 279 человек (2006) с выраженной тенденцией к росту: 327 человек (2012), плотность населения — 18,1 чел/км².

## Население
Население коммуны в 2011 году составляло — 319 человек, а в 2012 году — 327 человек.
| 1962 | 1968 | 1975 | 1982 | 1990 | 1999 | 2006 | 2011 | 2012 |
| ---- | ---- | ---- | ---- | ---- | ---- | ---- | ---- | ---- |
| 131  | 124  | 116  | 120  | 145  | 164  | 279  | 319  | 327  |

Динамика численности населения:

## Экономика
В 2010 году из 200 человек трудоспособного возраста (от 15 до 64 лет) 131 были экономически активными, 69 — неактивными (показатель активности 65,5 %, в 1999 году — 64,2 %). Из 131 активных трудоспособных жителей работали 117 человек (62 мужчины и 55 женщин), 14 числились безработными (9 мужчин и 5 женщин). Среди 69 трудоспособных неактивных граждан 12 были учениками либо студентами, 40 — пенсионерами, а ещё 17 — были неактивны в силу других причин.
На протяжении 2010 года в коммуне числилось 95 облагаемых налогом домохозяйств, в которых проживало 207,5 человек. При этом медиана доходов составила 15 тысяч 814 евро на одного налогоплательщика.